# Campsicnemus claudicans
Campsicnemus claudicans är en tvåvingeart som beskrevs av Friedrich Hermann Loew 1864. Campsicnemus claudicans ingår i släktet Campsicnemus och familjen styltflugor. Inga underarter finns listade i Catalogue of Life.